# Ямбере, Седрик
Седри́к Ямбере́ (фр. Cédric Yambéré; род. 6 ноября 1990, Бордо, Франция) — центральноафриканский футболист, защитник. Выступал за сборную ЦАР.

## Карьера
Ямбере — воспитанник клуба «Лормон», в системе которого находился до 2013 года. За «Лормон» провёл 7 матчей во Втором Национальном дивизионе. В 2013 году перешёл в академию «Бордо». 25 октября 2014 года в матче против «Пари Сен-Жермен» дебютировал в Лиге 1, а 12 апреля 2015 года в матче против марсельского «Олимпика» забил первый гол за «Бордо».
13 июля 2016 года перешёл в российский клуб «Анжи» на правах аренды. В соответствии с договоренностью махачкалинский клуб обладал правом выкупа игрока у «Бордо».